# Зубцово (Александровский район)
Зубцово — упразднённая деревня в Александровском районе Владимирской области России.

## География
Урочище находится в северо-западной части области, в зоне хвойно-широколиственных лесов, к западу от реки Серой, на расстоянии примерно 8 километров (по прямой) к северу от города Александрова, административного центра района.

### Климат
Климат характеризуется как умеренно континентальный, с умеренно тёплым летом, холодной зимой, короткой весной и облачной, часто дождливой осенью. Среднегодовая температура воздуха — +3,4 °C. Годовое количество атмосферных осадков — 549 миллиметров, из которых большая часть выпадает в тёплый период.

## История
В «Списке населенных мест Владимирской губернии по сведениям 1859 года» населённый пункт упомянут как деревня Александровского уезда, расположенная по левую сторону от почтового тракта из Александрова в Переславль, при колодцах, в 10 верстах от уездного города. В деревне насчитывалось 17 дворов и проживало 125 человек (53 мужчины и 72 женщины).
По состоянию на 1905 год, в Зубцове имелось 15 дворов и проживало 123 человека. В административном отношении деревня входила в состав Александровской волости.
В советское время входила в состав Балакиревского сельсовета Александровского района (в период с 1941 до 1965 годы — в составе Струнинского района). Упразднена решением облисполкома № 1493 от 31 декабря 1971 года как фактически не существующая.
.